# George Nikolaus Ritter
George Nikolaus Ritter (* 1748 in Heilbronn; † 14. Juli 1809 in Amsterdam) war ein in Amsterdam wirkender deutscher Miniaturmaler.
Zu seinen Schülern zählte der Landschaftsmaler Gerrit Jan Michelis (1775–1857).
Seine Tochter war die in Amsterdam geborene Pianistin Louise Charlotte de Neufville (1779–1859), die mit dem französischen Kunstmaler Pierre de Neufville (1762–1844) verheiratet war.